# Massís de Khibini
El massís de Khibini (rus: Хиби́ны [xʲiˈbʲinɨ]) és al costat del massís de Lovozero la principal àrea muntanyenca de la península de Kola i l'óblast de Múrmansk a Rússia.
El massís està situat al centre de la península de Kola i delimita a l'oest amb el llac Imandra i l'est amb el llac Umbozero el qual el separa del massís de Lovozero.
Les muntanyes més altes del massís són Iuditxvumtxorr (Юдычвумчорр) de 1201 msnm i Txasnatxorr (Часначорр) de 1191 m. L'altura mitjana és de 1116 m.
Al peu del massís es troben les ciutats d'Apatiti i Kírovsk.